# Цешковский, Август
Граф Август Цешковский (пол. August Cieszkowski, 12 сентября 1814, Нова Суха в Грембкуве — 12 марта 1894, Везеница в Сважендзе) — польский философ, экономист, политический и социальный активист. Был соучредителем Польской лиги, президентом Познанского товарищества друзей науки.

## Философия
Цешковский изучал философию Гегеля под руководством Карла Мишле, однако позднее отошел от его учения и создал собственное «христологическое понимание мира».
Цешковский делит всю историю на три эпохи. В дохристову эпоху Воля доминировала над Мышлением. В эпоху от Христа до Гегеля мышление доминировало над Волей. Начиная с Гегеля развивается идеализм: философия обретает сознание Воли Христовой. Эта воля не является больше только «побочным следствием познавательно-теоретической деятельности» (Цешковский), но и обладает собственной сущностью. В эпоху после Гегеля господствует «святой дух» в некоем «третьем царстве». Этот дух взывает к славянам о создании общества, основанного на христианском братстве.
Философия Цешковского послужила одним из источников младогегельянства и оказала влияние на Маркса.

## Усадьба Цешковских
Усадьба в Сухой была построена в 1743 году на месте старой. Инициатором её строительства был Игнаций Цешковский (пол. Ignacy Cieszkowski).
В 1787 году Сухую посетил король Станислав Август Понятовский.
После смерти графа Августа Цешковского — усадьба перешла к его сыну, которого тоже звали Август.
В настоящее время — объект туризма.

## Сочинения
- «Prolegomena zur Historiosophie» (Берлин, 1838, на немецком языке);
- «Palingenesie» (Берлин, 1842, на немецком языке);
- «Отче наш» (из четырёх частей)
- Кредит и оборотные его средства = Du crédit de la circulation. / Пер. с 3 фр. изд., пересмотр. и знач. доп. авт., под ред. К. В. Трубникова, с его вступл. и биогр. очерком авт. — Санкт-Петербург, 1893. — 273 с.